# Краніхфельд Віктор
Віктор Павлович Краніхфельд (нар. 1861, Пинськ — пом. 26 лютого 1922, Петроград) — російський революціонер, народоволець, есер.
Дворянин. Син пинського мирового судді, колезького асесора Павла Івановича (Іогановича) Краніхфельда. Брат літературного критика і соціолога Володимира Краніхфельда. Брат Лідії Лядової, дружини революціонера Мартина Лядова (Мандельштам). Дружина Евеліна Людвіговна Улановська (1860—1915). Донька Лідія Краніхфельд. Помер від водянки.

## Біографія
Закінчив 5 класів Пинського реального училища. В травні 1880 року виключений за політичну неблагонадійність. В 1885 році закінчив Ризьке піхотне училище. Підпоручик 120-го піхотного полку. Організував з офіцерів в Мінську гурток «Народної Волі».

### Зіслання
Наприкінці 1885 року арештований. Через рік висланий до Балаганськ. У відповідь на розстріл політичних в'язнів в Якутську, 22 березня 1889 група варнаків із Балаганська Іркутської губернії підписали протест до «Російського уряду», який був висланий ними до міністра внутрішніх справ. У винику присудом Іркутського губернського суду 8 січня 1891 разом із Павлом Грабовським, Миколаєм Ожиговим, Евеліною Улановською, Михайлом Ромасем, Софією Новаківською Віктор Краніхфельд був позбавлений усіх прав і висланий на чотирирічну каторгу. Після чого його вислали у найвіддаленіші сибірські місця — село Нюрба 2-ого Бордонського наслегу Мархінського улусу. Сенат замінив термін на пожиттєве заслання. Разом із Евеліною Улановською збудували хату, отримали землю і вели господарську діяльність. З ними жив також український поет-лірик Павло Грабовський. Краніхфельд і Улановська познайомились і контактували з місцевими скопцями. Маніфести 14 листопада 1894 року і 14 травня 1896 року дали можливість Віктору Краніхфельду приписатись спочатку до селян, а після й до міщан Якутська. До того строк заслання був обмежений до чотирнадцяти років. Разом із дружиною потрапив на золоті копальні у Вітімі Іркутської губернії.

### Есер
В травні 1905 року кинув копальні і приїхав з дружиною в Петербург. На власну долю від спадщини вдови Гурко придбав на Англійському проспекті книгарню. Член партії есеров. Використовував приміщення магазину як явочну квартиру ЦК ПСР і інших соціалістичних партій. Різні організатори взяли за посередництвом ЦК ПСР в книгарні Краніхфельда літератури на кілька тисяч рублів. Гроші за неї не були виплачені власнику і магазин довелось ліквідувати.
В 1907 році арештований за переховування нелегальної літератури (книга Вільгельма Лібкнехта «Павуки і мухи»). Відбув покарання у в'язниці «Хрести» в Санкт-Петербурзі.
В квітні 1917 року разом із Максимом Горьким, Іваном Буніним, Олександром Керенським і Володимиром Короленко підписав заклик про створення Музею борців за свободу.

### Літературний персонаж
Один з героїв роману Миколи Сиротюка «Забіліли сніги».